# NGC 1967
NGC 1967 (другое обозначение — ESO 56-SC126) — рассеянное скопление в созвездии Золотой Рыбы, расположенное в Большом Магеллановом Облаке. Открыто Джоном Гершелем в 1830-х годах. Возраст скопления составляет около 10 миллионов лет.
Этот объект входит в число перечисленных в оригинальной редакции «Нового общего каталога».